# Avonia
Avonia es un lugar designado por el censo ubicado en el condado de Erie en el estado estadounidense de Pensilvania. En el año 2000 tenía una población de 3,225 habitantes y una densidad poblacional de 197 personas por km².

## Geografía
Avonia se encuentra ubicado en las coordenadas 42°3′4″N 80°16′13″O / 42.05111, -80.27028.

## Demografía
Según la Oficina del Censo en 2000 los ingresos medios por hogar en la localidad eran de $54,821 y los ingresos medios por familia eran $60,865. Los hombres tenían unos ingresos medios de $41,779 frente a los $35,069 para las mujeres. La renta per cápita para la localidad era de $25,709. Alrededor del 2% de la población estaba por debajo del umbral de pobreza.